# Зеленин, Евгений Ильич
Евгений Ильич Зеленин (20 января 1885 — 8 апреля 1931) — полковник Российской императорской армии и генерал-майор Белой армии; участник Первой мировой войны; кавалер четырёх орденов (в том числе ордена Святого Георгия 4-й степени).

## Биография

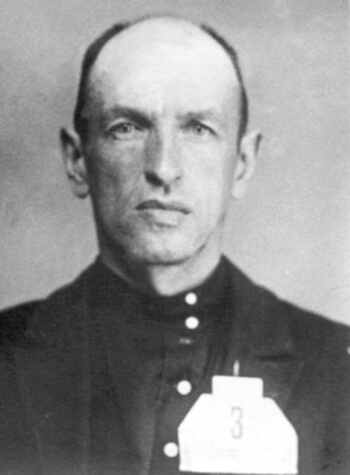
Снимок после ареста в 1930 году.

Родился 20 января 1885 года в городе Гжатск (ныне Гагарин), Смоленская губерния. Общее образование получил в Московской гимназии и в Московском университете (3 года), военное образование получил в Алексеевском военном училище.
По состоянию на 1 января 1910 года был подпоручиком в Тираспольском 131-м пехотном полку. Участвовал в Первой мировой войне. По состоянию на 28 апреля 1915 года был поручиком в Лохвицком 279-м пехотном полку. 19 мая 1915 года получил чин штабс-капитана, с формулировкой «за отличия в делах». По состоянию на 18 сентября 1916 года служил в чине капитана в том же полку. В чине подполковника был командующим Рудниковского 720-го пехотного полка.
Участвовал в Белом движении. Был командиром Самурского полка. Получил чин генерал-майора, после чего эмигрировал. В 1921 году вернулся на территорию России. 29 октября 1922 года опубликовал так называемое заявление «К войскам белых армий» о готовности перейти на службу в РККА. По состоянию на 1930 год делопроизводителем-кодификатором юридической части в Маслоцентре и жил в Москве.
Был арестован 14 августа 1930 года. 3 апреля 1931 года был осуждён по обвинению в шпионаже и в подготовке вооруженного восстания. 8 апреля того же года был расстрелян в Москве на Ваганьковском кладбище. Был посмертно реабилитирован 16 января 1989 года

## Награды
- Орден Святого Георгия 4-й степени (18 сентября 1916)[1];
- Орден Святой Анны 3-й степени с мечами и бантом (12 июня 1915)[1];
- Орден Святой Анны 4-й степени (28 апреля 1915)[1];
- Орден Святого  Станислава 3-й степени с мечами и бантом[1].